# کیوتو
کیوتو (به ژاپنی: 京都) یکی از بزرگ‌ترین شهرهای ژاپن با جمعیتی حدود یک و نیم میلیون نفر است. این شهر در گذشته پایتخت ژاپن نیز بوده است. دانشگاه کیوتو در این شهر قرار گرفته است.
کیوتو، پایتخت سابق ژاپن، شهری است که در غرب مرکزی جزیره هونشو واقع شده است. کیوتو به مدت 1100 سال پایتخت و محل اقامت امپراتوران ژاپن بود و مرکز مهم سیاسی و فرهنگی کشور به‌شمار می‌آمد. این شهر با تاریخ غنی و فرهنگی پربار، مرکز فرهنگ سنتی ژاپن و بودیسم است. کیوتو به خاطر معابد زیبا، باغ‌های سنتی، گیشاها و صنایع دستی‌ای مانند سفالگری، نساجی و لاکی مشهور است.
شهر کیوتو در سال ۷۹۴ میلادی به عنوان پایتخت جدید ژاپن و با الهام از طراحی شهر چانگ‌آن (شی‌آن امروزی) در چین، بنا نهاده شد. این شهر به صورت یک محوطه مستطیلی با شبکه‌ای از خیابان‌ها طراحی شده بود. کاخ امپراتوری در بخش شمال مرکزی شهر قرار داشت و کوه‌های هیئی-زان و آتاگو-یاما به عنوان محافظان طبیعی شهر در نظر گرفته می‌شدند. رودخانه‌های کامو و کاتسورا نیز به ترتیب مرزهای شرقی و غربی شهر را تشکیل می‌دادند. کیوتو در واقع در یک گودی تپه‌ای قرار گرفته است که از سه طرف توسط تپه‌ها احاطه شده و به سمت جنوب غربی به سوی اوزاکا باز می‌شود.
کیوتو به راحتی از طریق قطار سریع‌السیر شینکانسن از توکیو و سایر شهرهای بزرگ ژاپن قابل دسترسی است. همچنین، این شهر دارای یک شبکه حمل و نقل عمومی کارآمد است که شامل اتوبوس‌ها و مترو می‌شود.
کیوتو به عنوان قلب فرهنگ سنتی ژاپن شناخته می‌شود. این شهر محل بسیاری از گیشاها است که در رقص، موسیقی و پذیرایی از مهمانان مهارت دارند. همچنین، کیوتو میزبان جشنواره‌های متعددی در طول سال است که از جمله آنها می‌توان به جشنواره گیون (Gion Matsuri) و جشنواره جیدای (Jidai Matsuri) اشاره کرد.
متروی کیوتو در سال ۱۹۸۱ تأسیس شده و هم‌اکنون دو خط و ۳۱ ایستگاه دارد.

## تاریخچه
این شهر در قرن هفتم میلادی بنیان‌گذاری شد و در سال ۷۹۴ به پایتخت جدید ژاپن تبدیل شد. در دوره هی‌آن (۷۹۴–۱۱۸۵)، فرهنگ ژاپنی در زمینه‌های شعر، معماری، هنر و مذهب شکوفا شد.
کیوتو در سال ۷۹۴ میلادی به عنوان پایتخت جدید ژاپن تأسیس شد و تا سال ۱۸۶۸ این جایگاه را حفظ کرد. در این مدت، کیوتو مرکز سیاسی، فرهنگی و مذهبی ژاپن بود و بسیاری از معابد، کاخ‌ها و باغ‌های باشکوه در این دوره ساخته شدند.
کیوتو در تقسیم‌بندی کشوری قدیم ژاپن، پایتخت کشور بود. محل قرار گرفتن شهر کیوتو در قسمت جنوبی استان کیوتوی امروزی در ولایت یاماشیرو بوده است.
با ظهور سامورایی‌ها و انتقال قدرت سیاسی به کاماکورا، دوره کاماکورا (۱۱۸۵–۱۳۳۳) آغاز شد. در این دوره، فرقه‌های بودایی مختلفی شکل گرفتند و بسیاری از معابد معروف کیوتو ساخته شدند. در آغاز دوره موروماچی (۱۳۳۳–۱۵۷۳)، کیوتو شاهد یک رنسانس فرهنگی دیگر بود که با تولد آیکه‌بانا، مراسم چای، معبد طلایی و غیره همراه بود. متأسفانه، این دوره با جنگ اونین (۱۴۶۷–۱۴۷۷) و تخریب گسترده شهر همراه بود.
در دوره مومویاما (۱۵۷۳–۱۵۹۸)، کیوتو به تدریج بازسازی شد. با آغاز دوره ادو (۱۶۰۰–۱۸۶۸) و انتقال قدرت سیاسی به ادو (توکیوی امروزی)، کیوتو به عنوان یک مرکز فرهنگی و اقتصادی شکوفا شد.
با باز شدن ژاپن به روی جهان خارج و فروپاشی حکومت توکوگاوا، کیوتو دوباره صحنه درگیری‌های داخلی شد که در نهایت با ایجاد دولت مدرن ژاپن در دوره اصلاحات میجی (۱۸۶۸–۱۹۱۲) پایان یافت.
اگرچه کیوتو در طول جنگ جهانی دوم از بمباران‌های شدید در امان نماند، اما همچنان آثار تاریخی و فرهنگی بسیاری را در خود جای داده است که از جمله آن‌ها می‌توان به معبد طلایی (Kinkaku-ji)، معبد نقره‌ای (Ginkaku-ji)، قلعه نیجو (Nijo Castle) و باغ‌های سنگی ریوان-جی (Ryoan-ji) اشاره کرد.

## جغرافیا
کیوتو در دره‌ای واقع شده که بخشی از حوضه یاماشیرو (یا کیوتو) در قسمت شرقی منطقه کوهستانی معروف به ارتفاعات تامبا است. حوضه یاماشیرو از سه طرف توسط کوه‌های هیگاشیاما، کیتایاما و نیشیاما احاطه شده است که حداکثر ارتفاع آنها تقریباً ۱۰۰۰ متر (۳۲۸۱ فوت) از سطح دریا است. این موقعیت داخلی منجر به تابستان‌های گرم و زمستان‌های سرد می‌شود. سه رودخانه در این حوضه وجود دارد: رودخانه اوجی در جنوب، رودخانه کاتسورا در غرب، و رودخانه کامو در شرق. شهر کیوتو ۱۷٫۹ درصد از زمین استان کیوتو را اشغال کرده و مساحت کل آن ۸۲۷٫۹ کیلومتر مربع (۳۱۹٫۷ مایل مربع) است.
کیوتو در بالای یک سفره آب طبیعی بزرگ قرار دارد که چاه‌های آب شیرین فراوانی را برای شهر فراهم می‌کند. با این حال، به دلیل شهرنشینی در مقیاس بزرگ، میزان بارانی که به سفره آب می‌ریزد در حال کاهش است و چاه‌های سراسر منطقه با سرعت فزاینده‌ای در حال خشک شدن هستند.

## آب و هوا
کیوتو دارای آب و هوای نیمه گرمسیری مرطوب (طبقه‌بندی کوپن: Cfa) است که با تغییرات فصلی قابل توجه در دما و بارش مشخص می‌شود. تابستان‌ها گرم و مرطوب هستند، اما زمستان‌ها نسبتاً سرد و گاهی با بارش برف همراه است. فصل بارانی کیوتو از اواسط ژوئن آغاز می‌شود و تا پایان ژوئیه ادامه دارد.

## نگارخانه

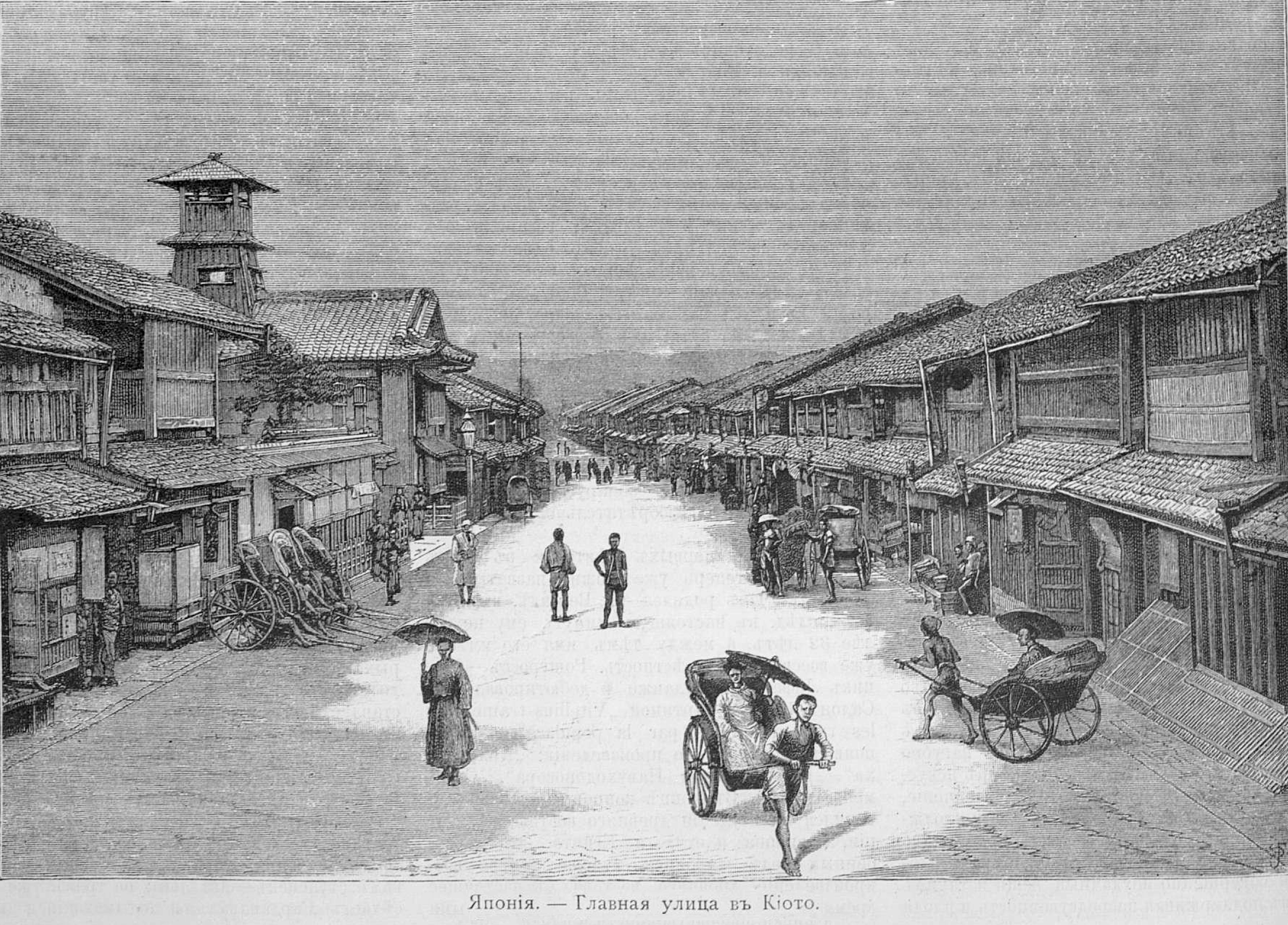
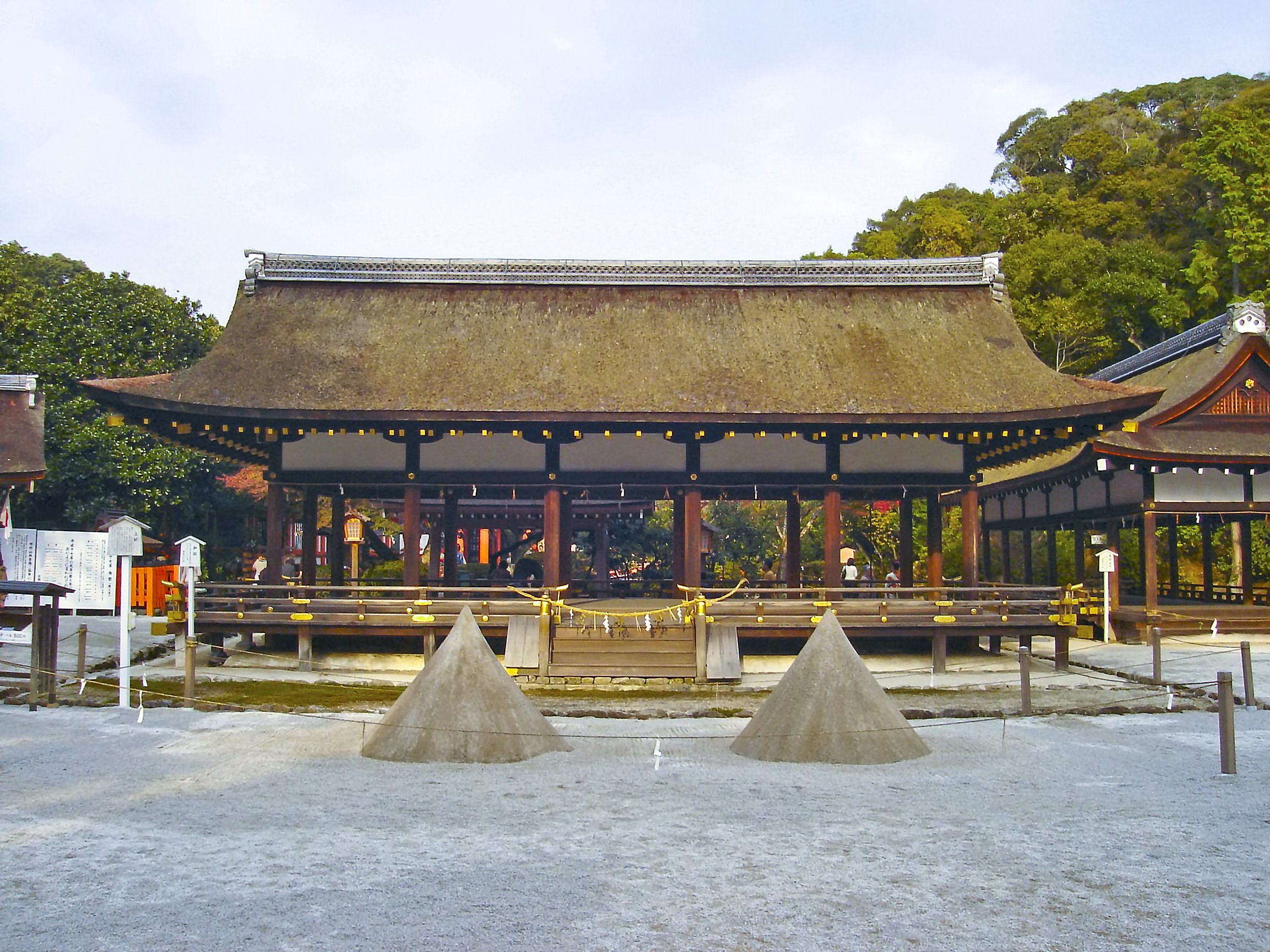
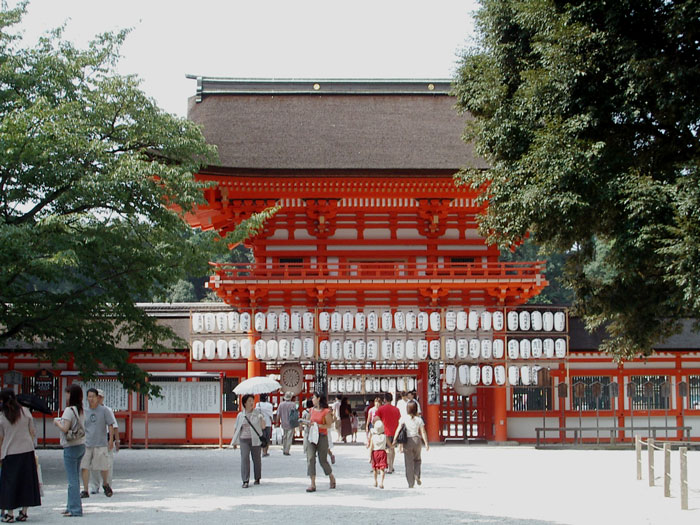
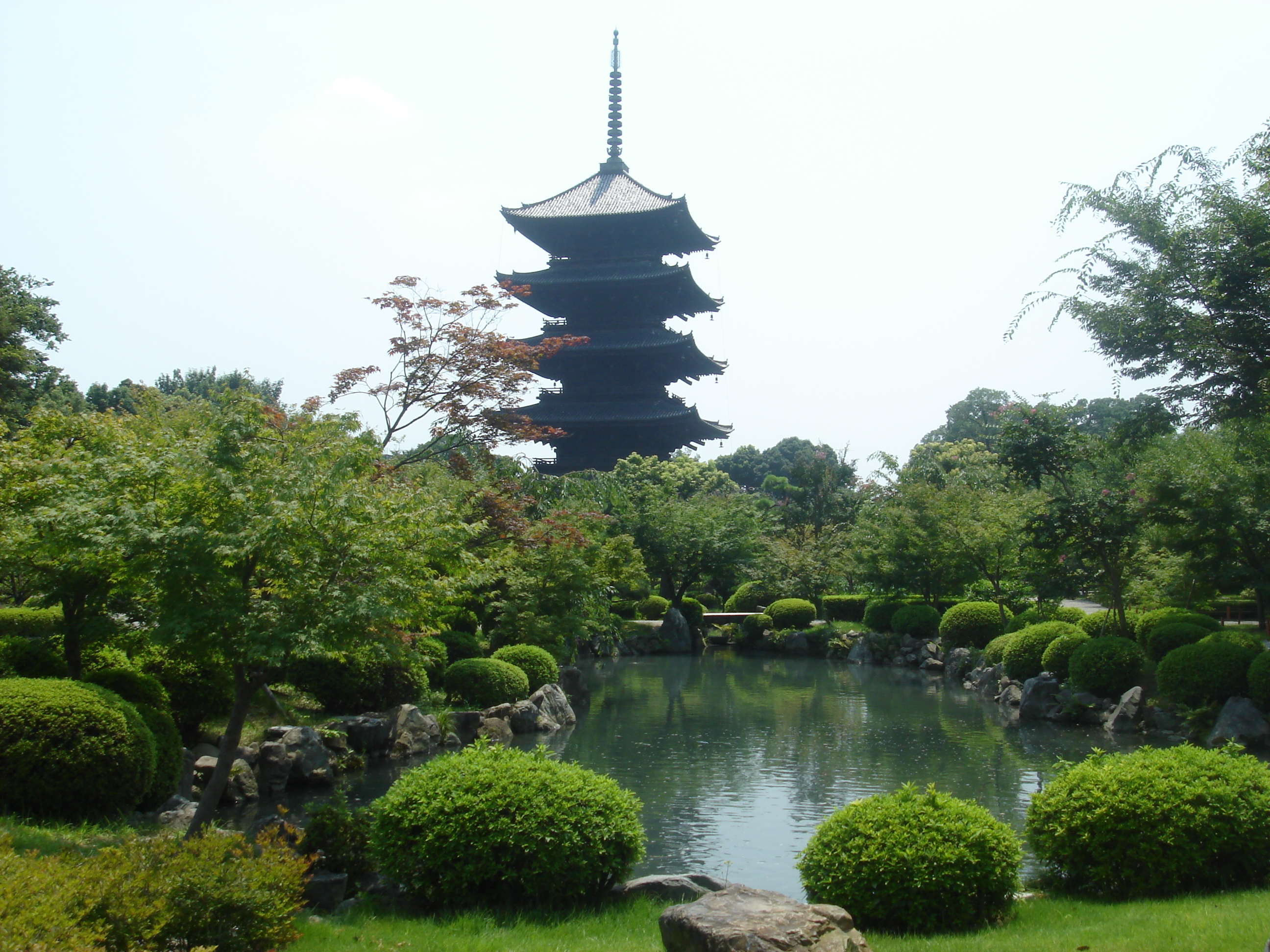
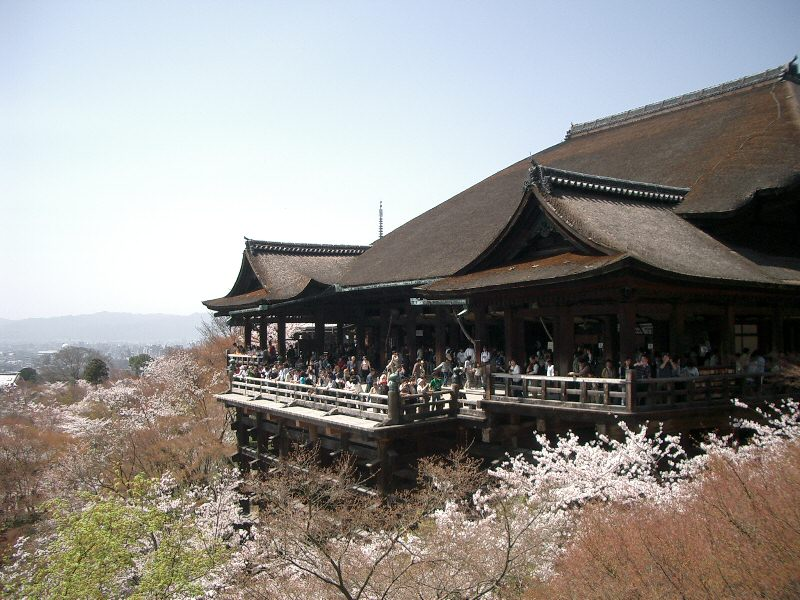
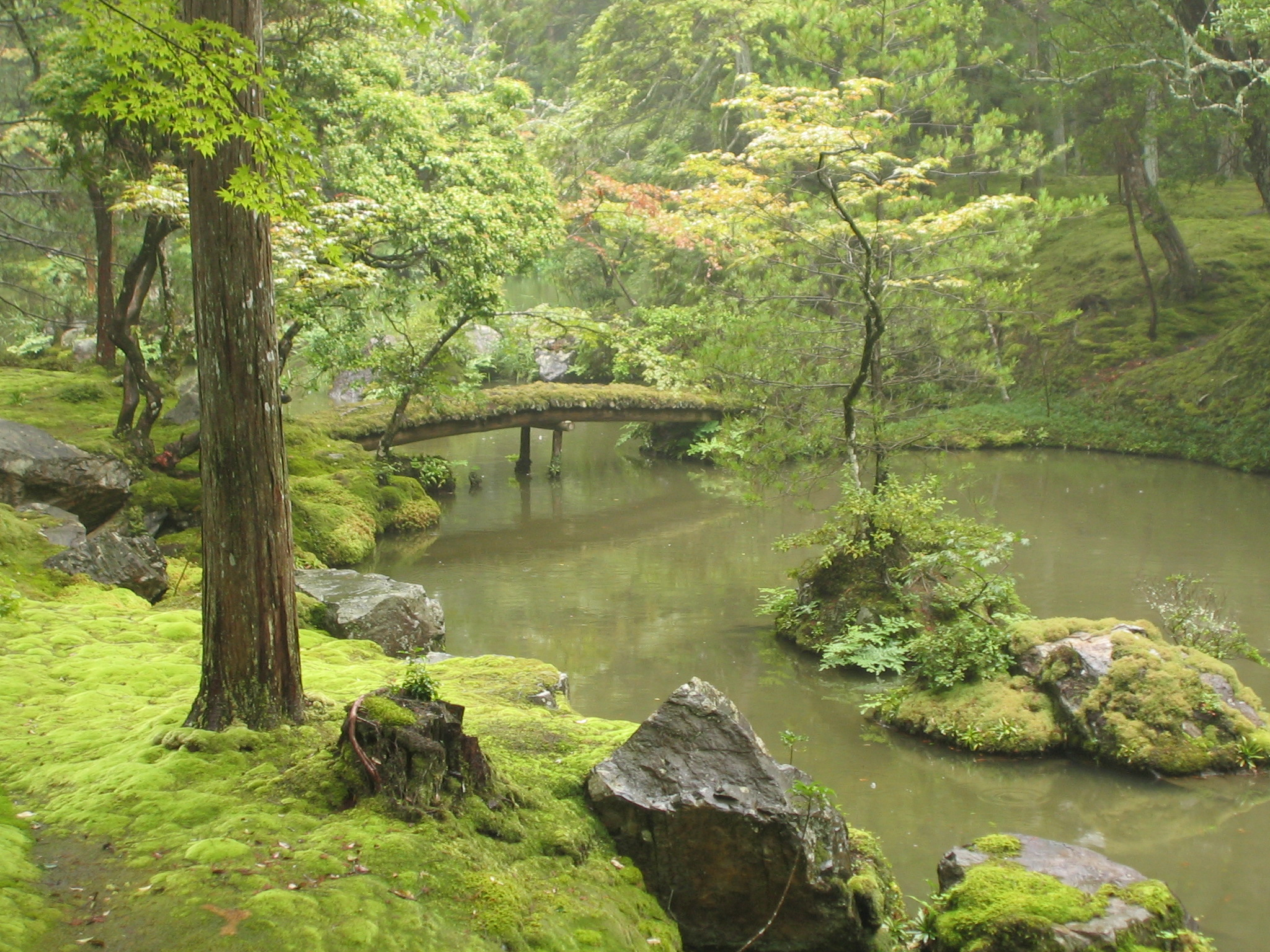
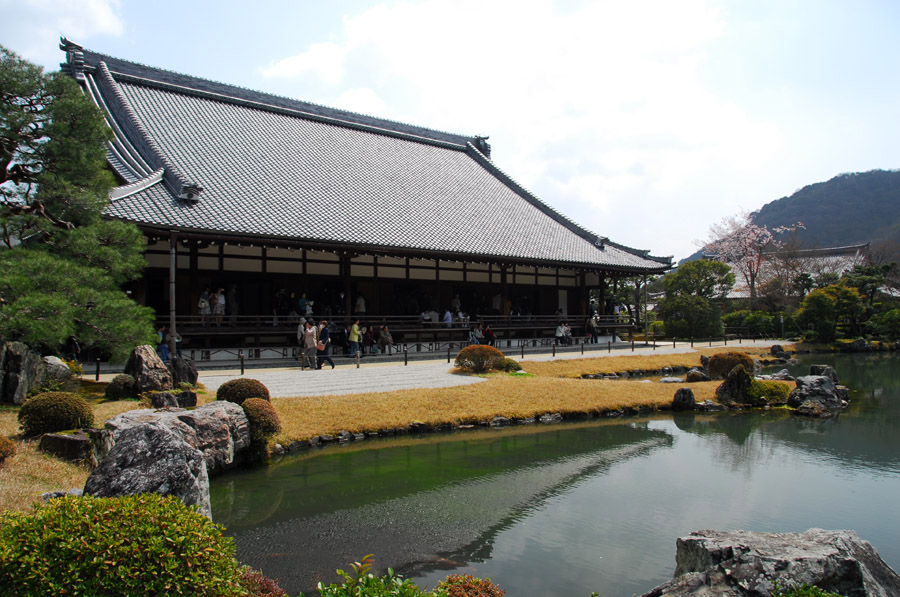
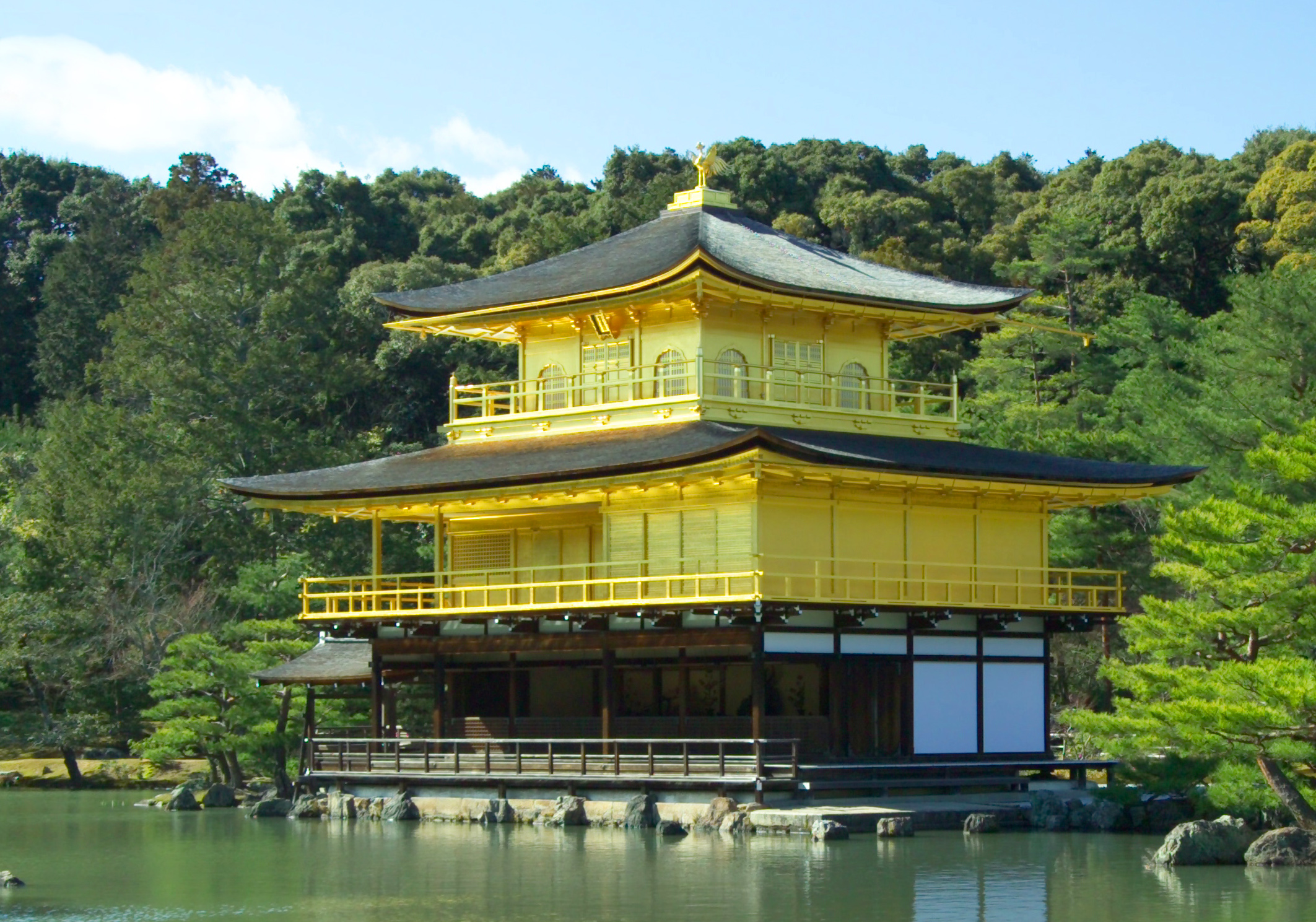
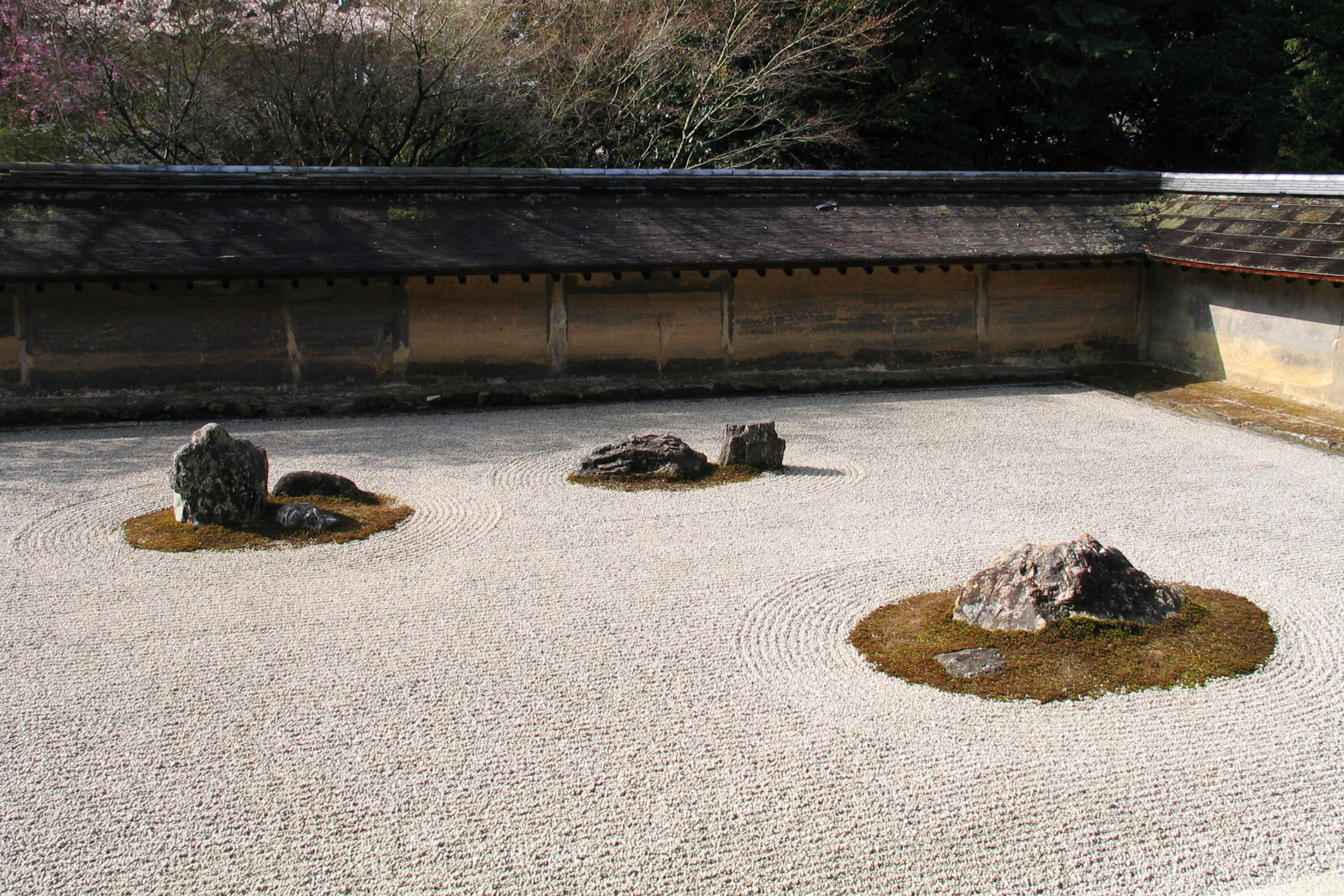
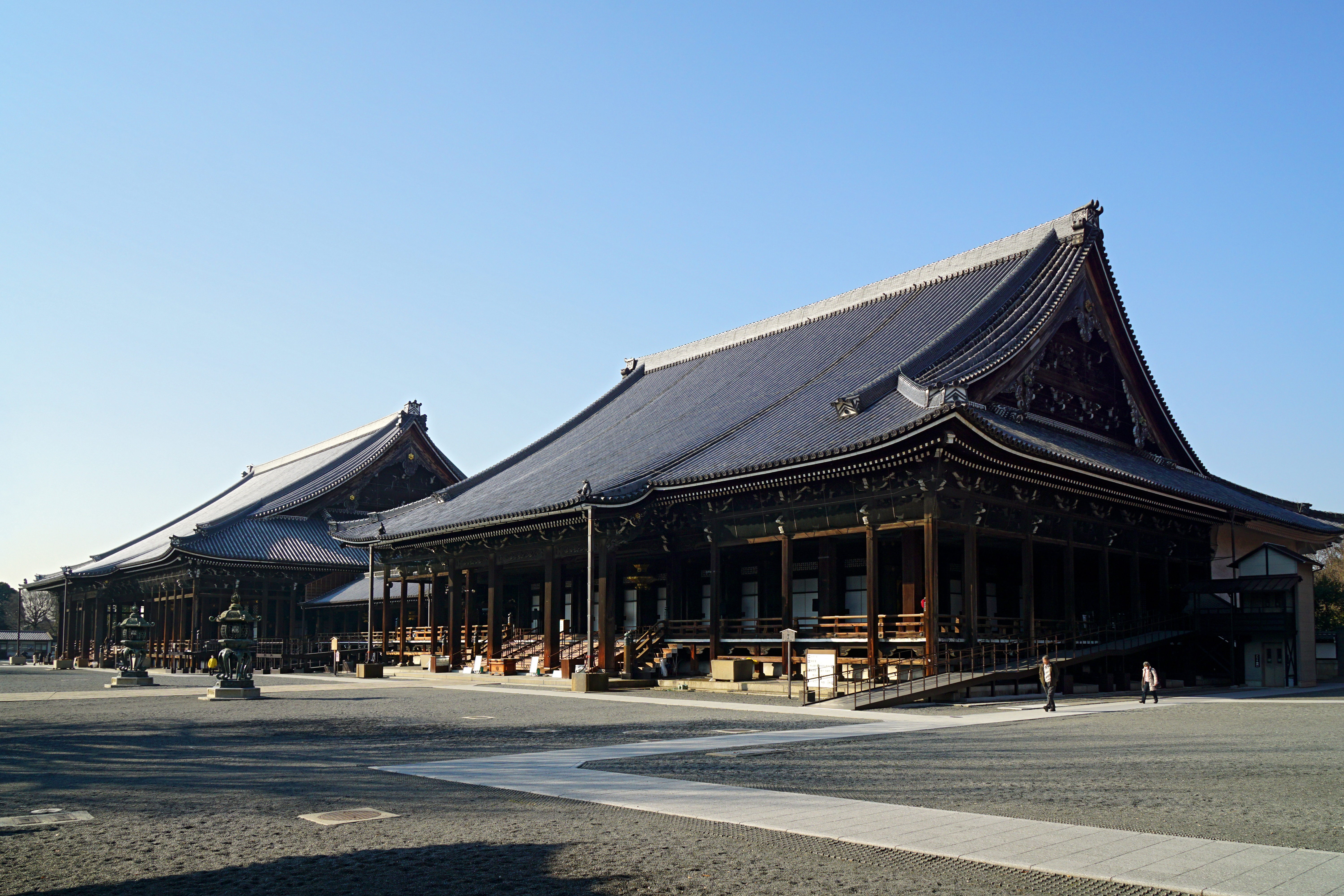
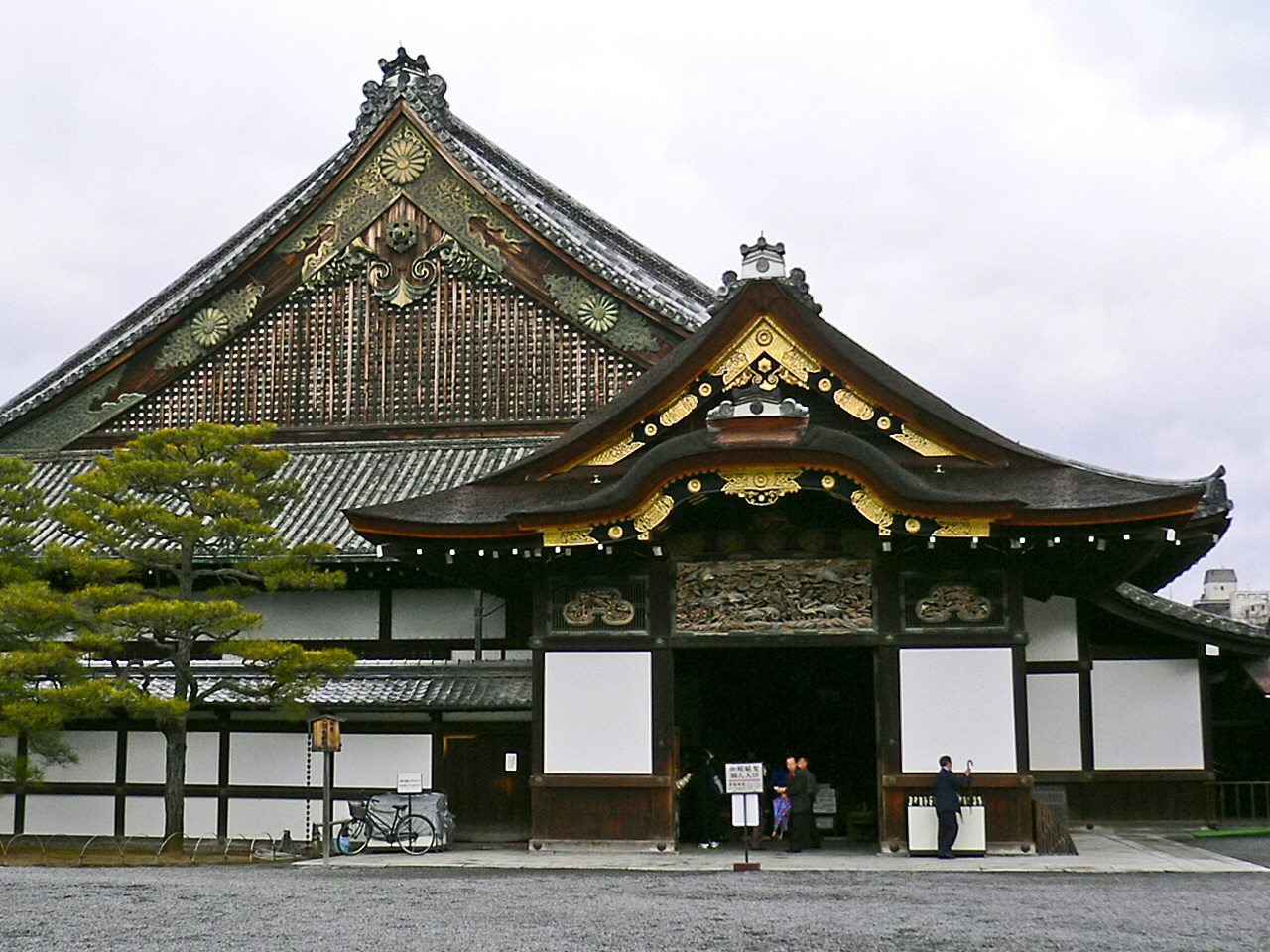
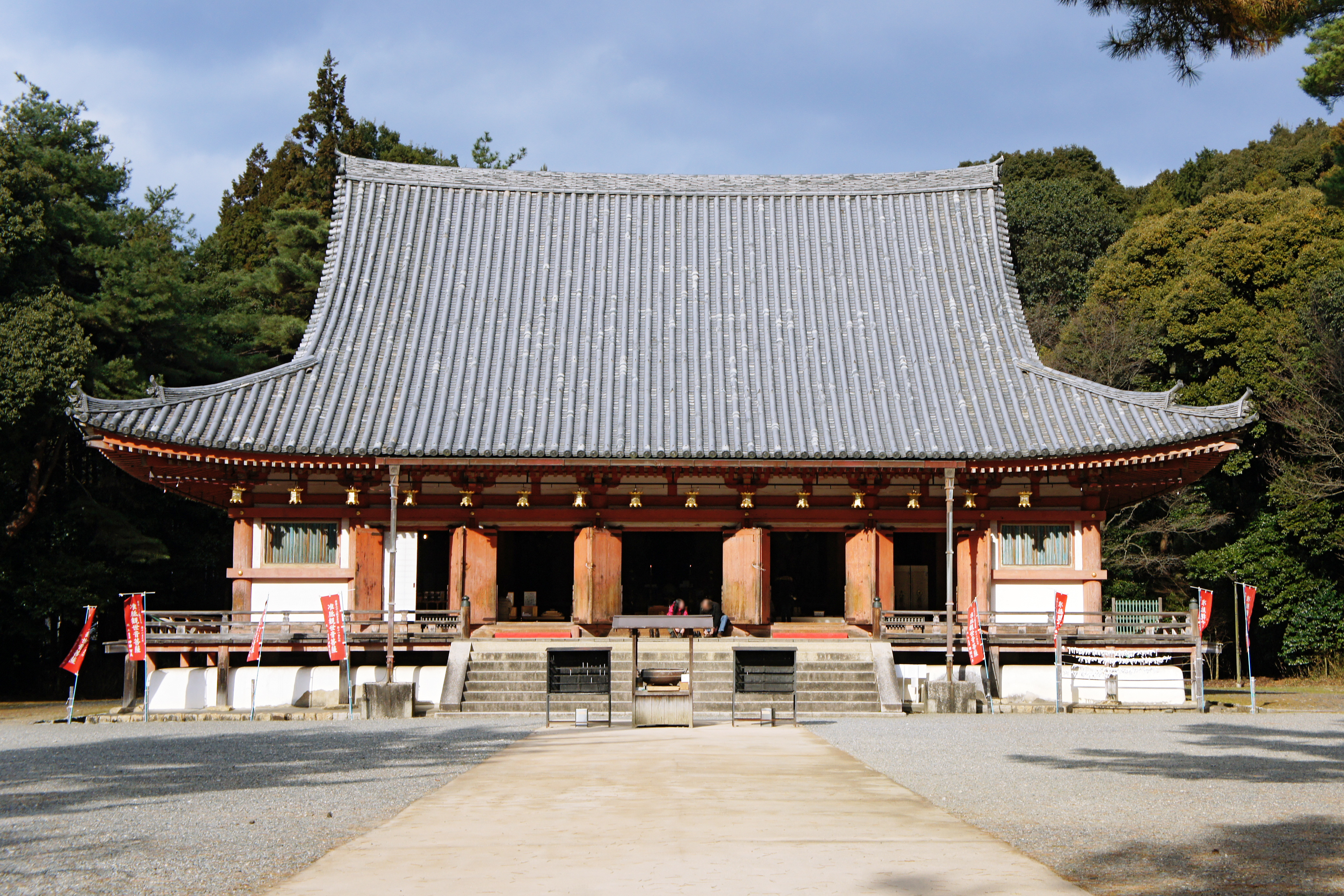
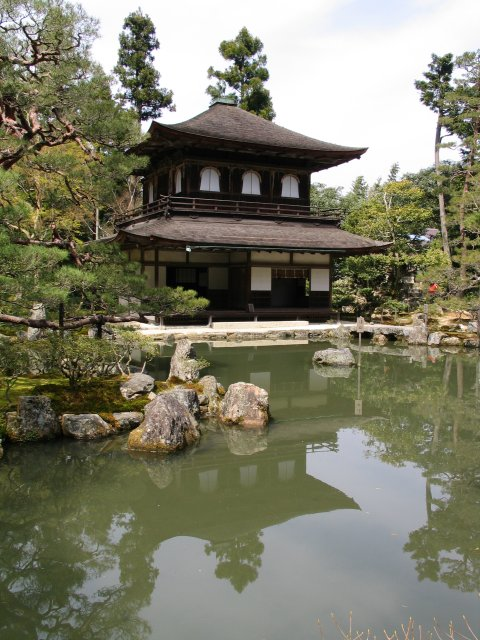
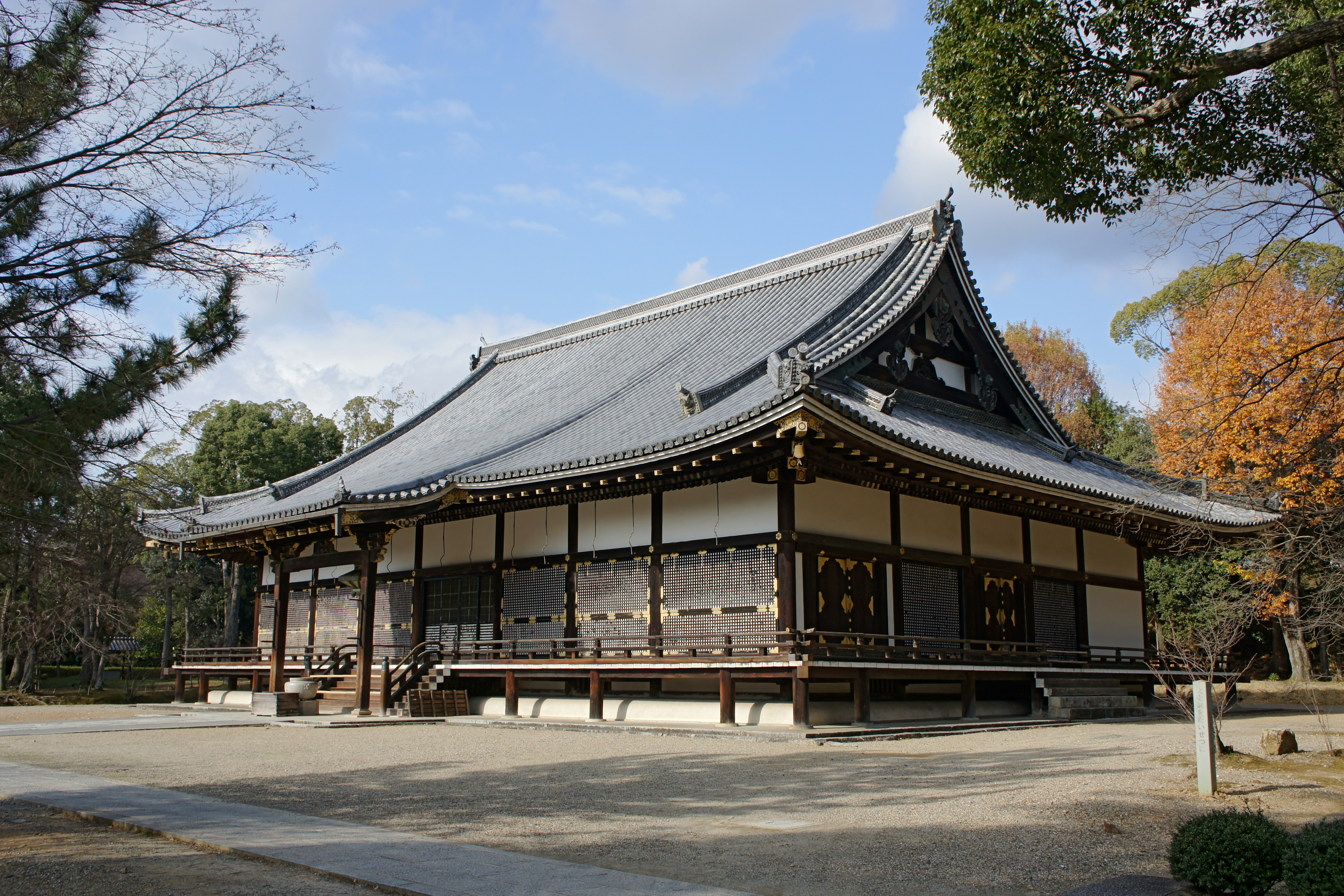
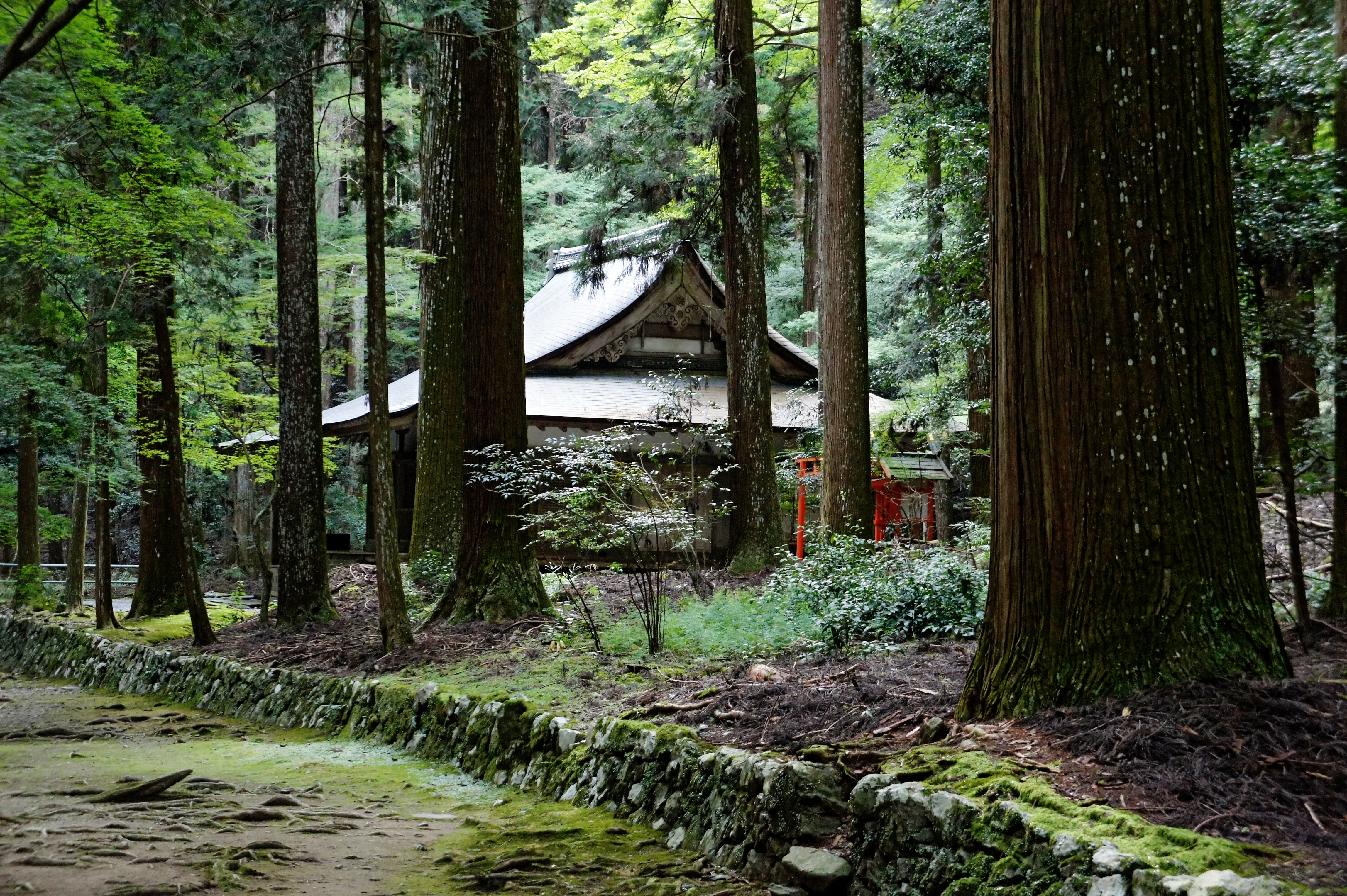
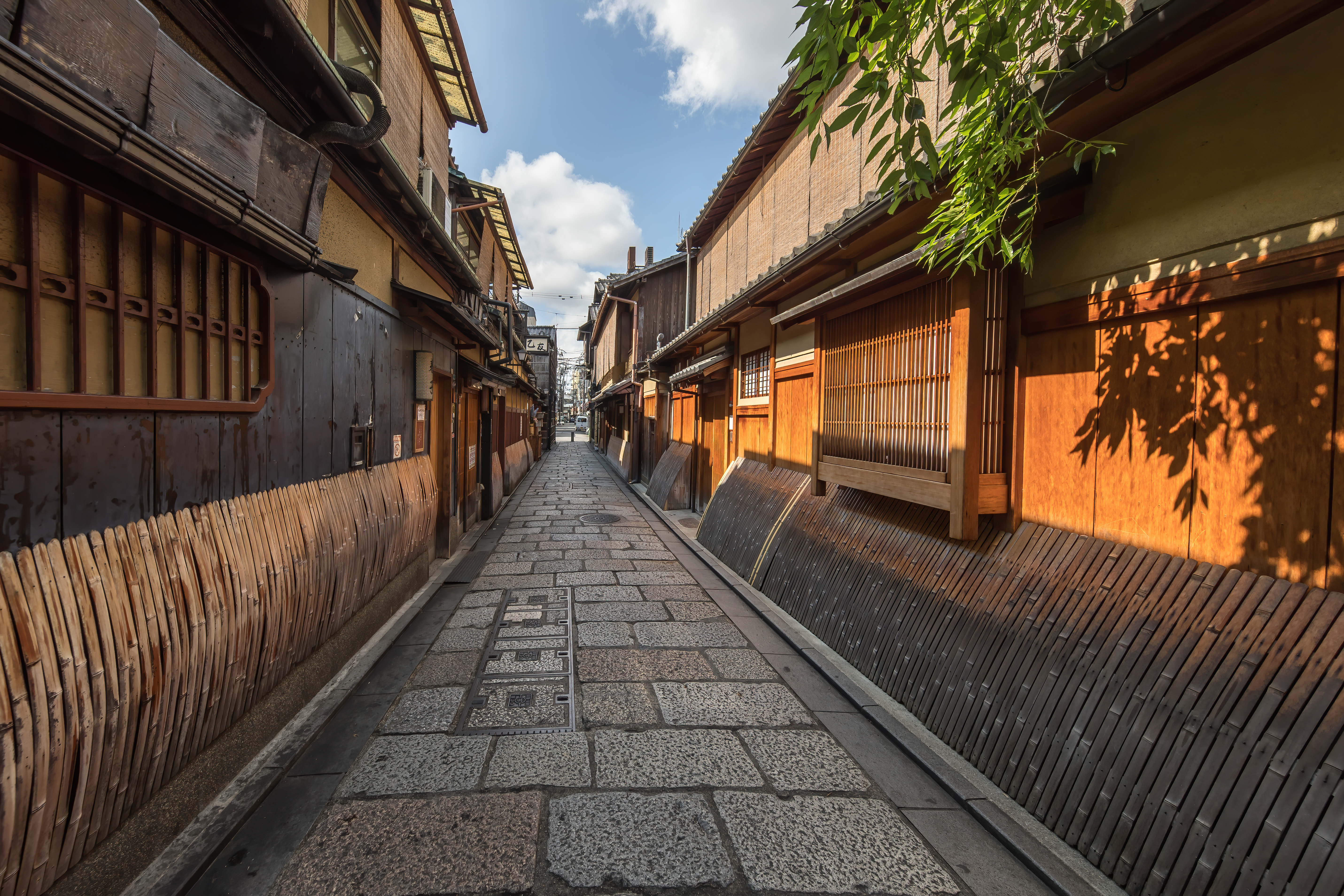
کوچه‌ای سنگ‌فرش در کیوتو